# Ausländer (Gedicht)
Das Gedicht Ausländer von Abdulhalik Zeytunlu ist ein exemplarisches Werk der frühen Migrantenliteratur in Deutschland. Es entstand Anfang der 1980er Jahre, fand kurzzeitig eine gewisse Beachtung und ist typisch für die Phase der Literatur der Betroffenheit.

## Inhalt und Autor
Das Gedicht Ausländer beleuchtet den deutschen Begriff des Ausländers aus der historischen Situation des zunehmend unerwünschten Arbeitsmigranten. Zeytunlü war ein türkischer Gastarbeiter in Deutschland. Nach dem Erstabdruck seines Werkes in einem Magazin war die Übernahme des Textes in weitere Publikationen urheberrechtlich problematisch, da der Autor unbekannt verzogen war. Folgende Veröffentlichungen gingen daher mit einem Aufruf einher, Zeytunlü solle sich bei Verlag oder Herausgeber zur Geltendmachung seiner Ansprüche melden. So bleibt ungewiss, ob das Gedicht tatsächlich von einem türkischen Arbeitsmigranten namens Zeytunlu stammt oder ob „Abdulhalik Zeytunlu“ das Pseudonym eines deutschen Autors ist. Die literaturwissenschaftliche Untersuchung der „Gastarbeiter“-Literatur beschränkt sich auf Autoren, deren Urheberschaft gesichert ist.

## Nachdrucke
Eine Anthologie zur Migrantenliteratur, in der Ausländer gleichsam erneut veröffentlicht wurde, verwendete ein Zitat aus dem Gedicht 1983 als Titel: Sie haben mich zu einem Ausländer gemacht ... ich bin einer geworden. Diese Anthologie wurde in Blindenschrift übertragen. 2009 erschien das Gedicht in Dänemark in der deutschsprachigen Anthologie Deutsche Wunder.